# Friedrich Erhard von Röder

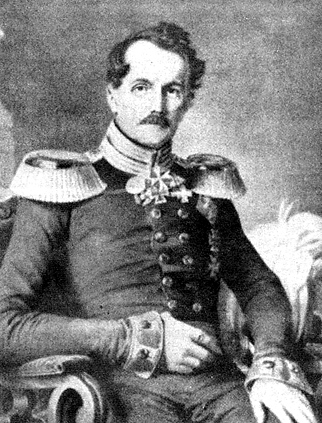
Friedrich Erhard von Röder

Friedrich Erhard Leopold von Röder (* 24. Januar 1768 in Rothsürben; † 7. Dezember 1834 ebenda) war ein preußischer General der Kavallerie sowie von 1818 bis 1819 Präsident der Schlesischen Gesellschaft für vaterländische Kultur.

## Leben

### Herkunft
Röders Vater Friedrich Wilhelm von Roeder (1719–1781), verheiratet mit Leopoldine Ernestine von Schmeling, hatte unter Friedrich dem Großen als Generalmajor und Kommandeur des elitären 1. Kürassier-Regiments gedient. Er starb als Generalinspektor der niederschlesischen Reiter-, Dragoner- und Husaren-Regimenter und Amtshauptmann zu Zechlin, Wittstock und Lindow.

### Militärkarriere

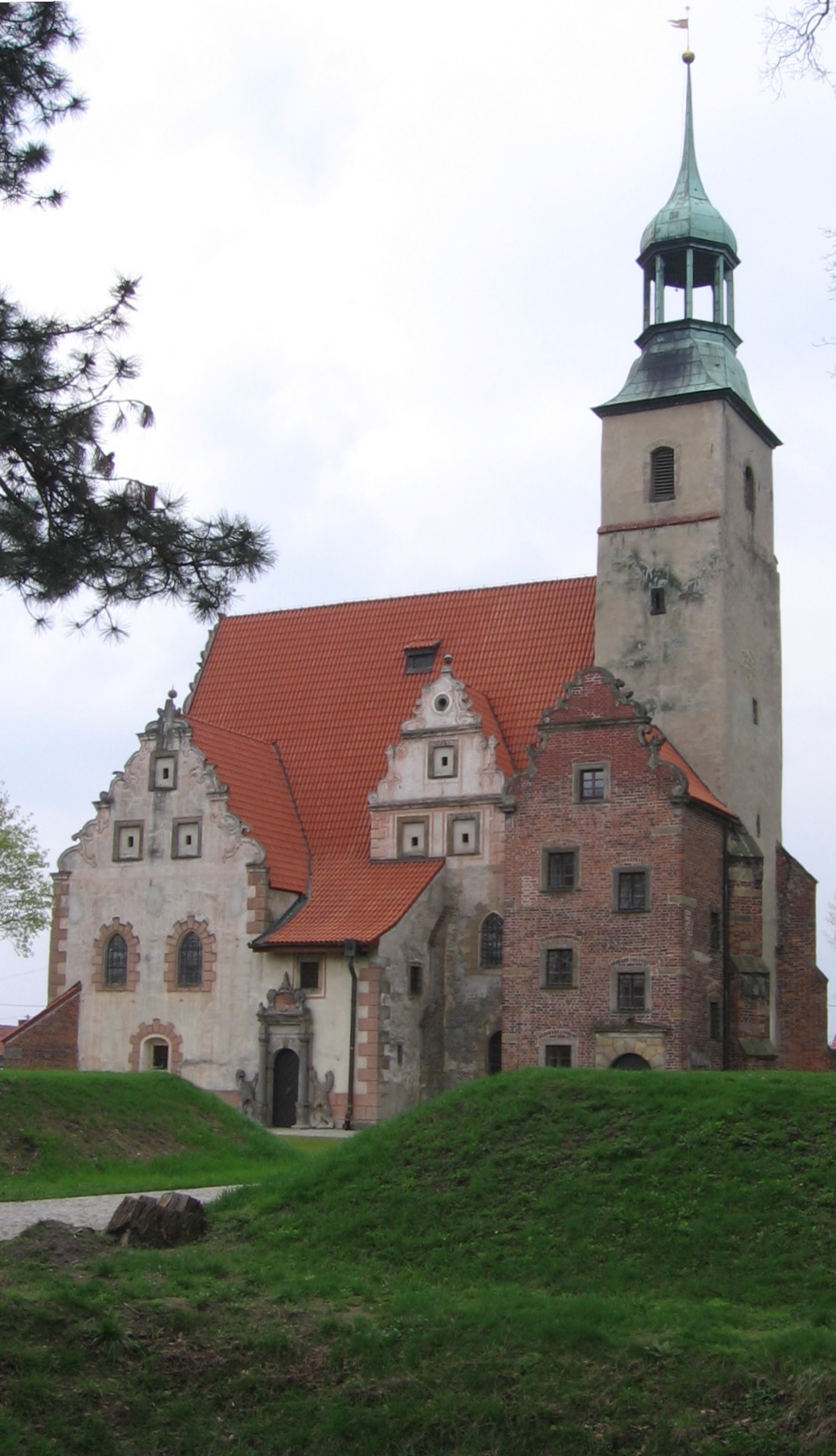
Pfarrkirche in Rothsürben, wo Röder begraben wurde

Roeder trat am 15. April 1781 als Kornett bei demselben Regiment in Dienst und wurde 1799 zum Major und Inspektionsadjutanten des Fürsten von Hohenlohe befördert. Er machte den Feldzug von 1806 unter Hohenlohe mit, später in den Jahren 1808 bis 1811 war er Flügeladjutant des Königs Friedrich Wilhelm III. Er nahm 1812 im Preußischen Hilfskorps am Napoleon I. Feldzug gegen Russland teil und war damals Chef des Generalstabes unter dem Generalleutnant Julius von Grawert. Als dieser durch Yorck ersetzt wurde, musste Röder, der sich mit Yorck schlecht vertrug, das Regiment verlassen.
Am 5. März 1813 wurde Röder zum Generalmajor befördert und erhielt das Kommando der brandenburgischen Brigade beim I. Armee-Korps unter Blücher, ging aber bald als Chef der Reservekavallerie zum II. Armee-Korps über, das unter dem Befehl des Generalleutnants Friedrich von Kleist stand, und verblieb dort bis 1814. Während der 100 Tage Napoleons diente er im I. Armee-Korps unter dem General Hans Graf von Zieten und zeichnete sich in der Schlacht bei Waterloo aus.
Nach der Beendigung des Krieges war Röder in den Jahren 1815 bis 1820 Kommandeur der 11. Division in Breslau und erhielt schließlich am 3. April 1820 sein letztes Kommando, das des V. Armee-Korps in Posen. Nach den Wirren, die nach dem polnischen Novemberaufstand von 1830 auch die Provinz Posen nicht verschont und u. a. zum Abgang des Fürsten Anton Radziwiłł als Statthalter geführt hatten, trat Röder am 26. März 1832 in den Ruhestand und zog sich auf sein Gut Rothsürben bei Breslau zurück, wo er 1834 an den Folgen eines Schlaganfalls starb.

### Familie
Röder heiratete Henriette von Bardeleben (1769–1844), eine Tochter des Generalmajors Christoph Karl Friedrich von Bardeleben. Das Paar hinterließ einen Sohn Friedrich (1798–1858), der seit 19. Oktober 1826 mit Blanka von Wildenbruch (1805–1887) verheiratet war, die das Gut Rothsürben erbte. Blanka war die Tochter von Louis Ferdinand Prinz von Preußen (1772–1806) aus einer illegitimen Verbindung mit der Magdeburger Beamtentochter Henriette Fromme (1783–1828). Sie war wie ihr Bruder Louis im Jahr 1810 durch König Friedrich Wilhelm III. in den preußischen Adelsstand erhoben worden. Seine Tochter Marie (1800–1872) war die Frau des späteren Generals Louis von Mutius.

## Nachwirken
Max von Schenkendorf nennt Röder in seinem Abendlied:
Schlaf ruhig, Vater Roeder,
Du lieber General,
Das betet wohl ein Jeder
Aus deiner Krieger Zahl.
Du bist uns Lust und Segen,
In Schlacht und Ungemach,
Du schläfst im Sturm und Regen,
Wie wir, oft ohne Dach.